# Agrotis admirationis
Agrotis admirationis là một loài bướm đêm trong họ Noctuidae.